# Kohlsuppe

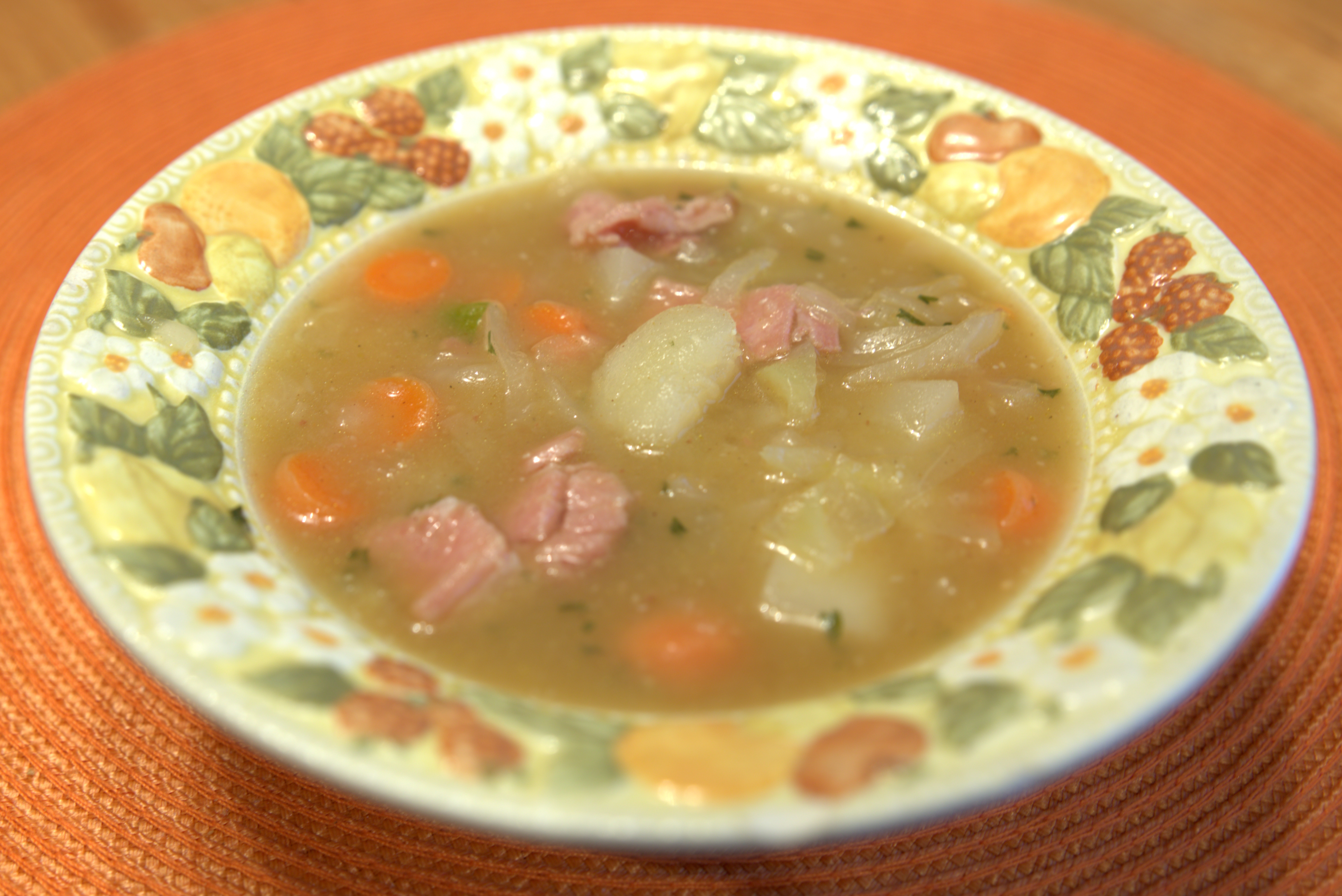
Kohlsuppe mit Weißkohl, Kartoffeln, Karotten, Zwiebeln und gepökeltem Schweinefleisch

Als Kohlsuppe oder Krautsuppe bezeichnet man allgemein verschiedene Suppen und Eintöpfe, deren bestimmende Zutat Weißkohl, teils auch Wirsing ist. Suppen aus anderen Kohlarten werden meist nach diesen benannt.

## Herstellung
Je nach Rezept verwendet man als Basis Wasser, Fleisch-, Gemüse- oder Wurstbrühe. Der fein zerkleinerte Kohl wird in der Flüssigkeit meist gemeinsam mit Kartoffeln und Gemüse wie Karotten, Porree, Sellerie oder Hülsenfrüchten gegart. Häufig wird noch Fleisch, z. B. gepökeltes Schweinefleisch, Rauchfleisch, Suppenfleisch vom Rind, oder gebratener Speck hinzugegeben. Typische Gewürze neben Salz und Pfeffer sind Kümmel, Majoran und Thymian. In einigen Rezepten wird die Suppe mit Mehlschwitze angedickt.

## Internationale Variationen

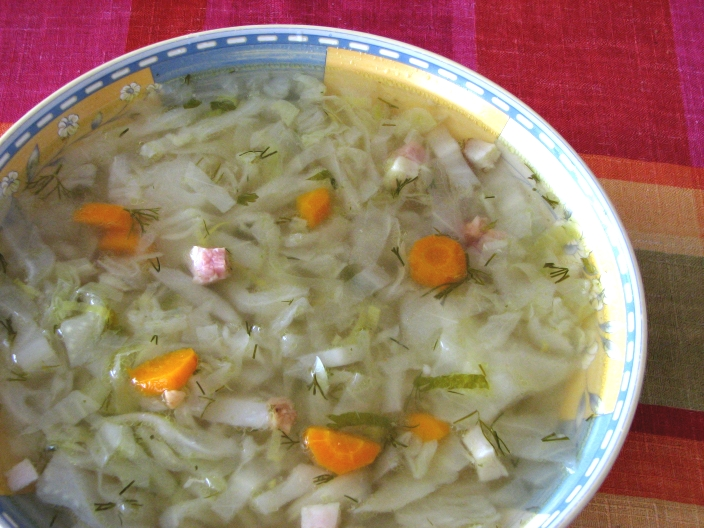
Polnische Kapuśniak

In Frankreich ist Kohlsuppe als soup aux choux oder potée de chou blanc bekannt und unterscheidet sich nur wenig von der deutschen Kohlsuppe. Für die polnische kapuśniak bzw. ukrainische kapusniak und slowakische kapustnica wird dagegen Sauerkraut verwendet, während die russische Schtschi sowohl aus Weißkohl, als auch aus Sauerkraut zubereitet und mit Schmand gebunden wird. Diese Suppen sind daher etwas säuerlich. Borschtsch erhält durch einen Anteil Roter Bete eine charakteristische Farbe und Geschmacksnote. Die tschechische zelná polévka enthält kein Fleisch und wird mit Mehlschwitze, Milch und Eigelb gebunden.
In Österreich sind zwei Krautsuppen bekannt: die österreichische Krautsuppe wird aus frischem Weißkraut mit Paradeisern und Kartoffeln gekocht, mit den typischen Gewürzen Kümmel, Muskat, Salz und Pfeffer; die ungarische Krautsuppe verwendet stattdessen Sauerkraut, papriziert die Zwiebeln und röstet sie in Schweinefett statt Butter, zum Schluss Sauerrahm zum Abschmecken.

## Geschichte
Schon in der Antike findet die Kohlsuppe Erwähnung. So servieren etwa Philemon und Baucis dem Zeus einen Teller Kohlsuppe mit Schweinefleisch. Auch von Aristoteles und Theophrast gibt es Schriften, die diese Speise lobend erwähnen. Kohlsuppe ist im Mittelalter eines der Grundnahrungsmittel der ländlichen Bevölkerung. In vielen Teilen Europas kommt sie vor allem in den Wintermonaten täglich auf den Speiseplan, meist in fleischlosen Varianten. Dementsprechend gibt es in manchen Gegenden Anbauvorschriften und Steuerausnahmen für Kohl. Kohlsuppe und der Geruch nach Kohl wird dadurch mit Armut und fehlender Weltläufigkeit assoziiert. Anfang des 19. Jahrhunderts bemüht sich Grimod de la Reynière darum, dem Kohl ein besseres Image zu verleihen. In seinem Almanach des Gourmands (1803) erwähnt er die Vorteile des Kohls für die höhere Küche.
In den letzten Jahren fand die Kohlsuppe vor allem im Zusammenhang mit der Kohlsuppendiät Erwähnung in den Medien. Prominente, wie z. B. Karl Lagerfeld, gaben an, mithilfe dieser Diät Gewicht verloren zu haben. Die Wirksamkeit der Diät ist umstritten.